# Bad Manners
Bad Manners so britanska glasbena skupina, ki igra ska glasbo druge generacije (2tone).

## Zgodovina
Skupina je nastala v Londonu leta 1976. Prvotno skupina sploh ni imela imena, ustanovni člani pa so bili: Doug Trendle (vokal), Louis 'Alphonso' Cook (kitara), David Farren (bas kitara), Brian Tuitt (bobni), Alan Sayagg (orglice) in Paul Hyman (trobenta). Sprva so fantje igrali le v lastno zabavo in na raznih šolskih prireditvah, njihova zasedba pa se je iz dneva v dan spreminjala (do danes se je v njej zvrstilo že več kot 35 različnih glasbenikov). Prvo ime skupine je bilo Stand Back, kasneje pa so se preimenovali v Stoop Solo and the Sheet Starchers. Uradno ime, ki ga imajo še danes so si nadeli konec sedemdesetih let 20. stoletja. Ime Bad Manners v dobesednem prevodu pomeni slabe manire, kar je bilo več kot primerno ime za skupino, katere člani so bili Rude-Boys (privrženci ska glasbe druge generacije). Ime je nastalo po naključju, ko je na koncertu v nekem pubu, pevec Buster Bloodvessel pobruhal občinstvo, ker se je preveč najedel in napil. 
V osemdesetih letih 20. stoletja je skupina dosegla vrhunec slave in celo ustvarila novo zvrst ska glasbe, imenovano ska'n'B, nekakšno mešanico ska in ritem in blues glasbe.
Skupina je zaslovela po celi Evropi, njen nekoliko »močnejši« frontman Buster Bloodvessel pa je postal nekakšen mednarodni veleposlanik za debele ljudi. Debelost je zagovarjal na vsakem koraku in tudi preko pesmi, ki jih je skupina preigravala (Lip up fatty,...) ter imen albumov. Skupina je tako začela imenovati svojo specifično glasbo kar Fat sound (debeli zvok).
Za njihovo promocijo je poleg njih samih poskrbela tudi njihova založba Two tone Records, ki jih je vzela pod svoje okrilje kot večino drugih britanskih ska skupin. Skupina je zadnji album izdala leta 1999, od takrat pa samo še koncertirajo po celi Evropi in ZDA.

## Člani skupine
Zasedba skupine se je od njenega nastanka večkrat zamenjala.
Trenutna zasedba:
- Doug Trendle »Buster Bloodvessel« - vokal
- Simon Cuell - kitara
- Lee Thompsom - bas kitara
- Dave Welton - bas trombon
- Warren Middleton - trombon
- Trevor Irving - trobenta
- Tony Rico - saksofon
- Mark Harrison - bobni
- Rick Macwana - klaviature
- Carlton Hunt - bobni
- Chris Bull - trobenta
- Dave Turner - orglice

## Diskografija

### Albumi
- Ska 'n' B (1980)
- Loonee Tunes! (1981)
- Gosh It's... (1981)
- Forging Ahead (1982)
- Mental Notes (1985)
- Live And Loud (1987)
- Eat The Beat (1988)
- Return Of The Ugly (1989)
- Fat Sound (1993)
- Skinhead (1994)
- Heavy Petting (1997)
- Don't Knock The Baldhead (1997)
- Rare and Fatty (1999)

### Singli
- Ne-Ne Na-Na Na-Na Nu-Nu (1980)
- Lip Up Fatty (1980)
- Special Brew (1980)
- Lorraine (1980)
- Just A Feeling (1981)
- Can Can (1981)
- Walking In The Sunshine (1981)
- Buona Sera (1981)
- Got No Brains (1982)
- My Girl Lollipop (My Boy Lollipop) (1982)
- Samson And Delilah (1982)
- That'll Do Nicely (1983)